# Adénine phosphoribosyltransférase
L'adénine phosphoribosyltransférase (APRT) est une glycosyltransférase qui catalyse la réaction :
AMP + pyrophosphate  {\displaystyle \rightleftharpoons }  adénine + 5-phospho-α-D-ribose-1-diphosphate.
Cette enzyme intervient dans la voie de sauvetage des purines. Elle est fonctionnellement apparentée à l'hypoxanthine-guanine phosphoribosyltransférase (HGPRT).